# Station Biała Prudnicka
Station Biała Prudnicka was een spoorwegstation in de Poolse plaats Biała. Het station was geopend van 1896 tot 1946.

## Geschiedenis
In 1895 richtte de firma Lenz & Co, een bedrijf met papierfabrieken in Krapkowice, samen met landeigenaren de Prudnicko-Gogolin-spoorwegmaatschappij op met als standplaats Prudnik. De bedoeling was een normaalsporige lokale lijn van Prudnik naar Goglin aan te legen. Op de eindstations werd aangesloten op de bestaande staatslijnen. Op 19 augustus 1895 kreeg het bedrijf een concessie en werd met de aanleg begonnen. Het eerste deel van Prudnik tot Biała Prudnicka werd op 22 oktober 1896 geopend voor goederenverkeer. Op 4 december 1896 werd de gehele lijn van Prudnik tot Gogolin geopend voor zowel goederen- als reizigersverkeer.
Het locomotiefdepot en de standplaats werden in Biała ondergebracht. Het rollend materieel van het bedrijf bestond uit drie in Szczecin gebouwde stoomlocomotieven (later werden er nog drie aangekocht), 15 passagiersrijtuigen, 4 bagagerijtuigen en ongeveer 50 goederenrijtuigen van verschillende typen. Het goederenverkeer verzorgde diensten aan industriële bedrijven in onder meer Krapkowice (papierfabriek) en Biała (suikerfabriek en betonfabriek). Ook was er een aftakking naar een militaire eenheid in Krapkowice. Daarnaast werden in het seizoen de stations van Biała Prudnicka, Krobusz en Łącznik gebruikt als voor het inladen van suikerbieten. Vanuit het zanddepot in Zielin werden wagens geladen met zakken zand voor gebruik in zandbakken van locomotieven.
In 2012 werd het stationsgebouw gesloopt. Het perron ligt er echter nog (deels).

## Eerdere namen
- Zülz (1896–1930);
- Zülz (Oberschles.) (1931–1945);
- Biała Prudnicka (1945-1946).